# Dudleya cymosa
Dudleya cymosa là một loài thực vật có hoa trong họ Crassulaceae. Loài này được (Lem.) Britton & Rose miêu tả khoa học đầu tiên năm 1903.